# P/2017 P1 (PANSTARRS)
P/2017 P1 (PANSTARRS) — одна з комет сімейства Юпітера. Відкрита 15 серпня 2017 року; була 20.8m на час відкриття.